# Girgarre
36° 26′ S, 145° 04′ E
Girgarre (633 habitants) est un hameau de l'État de Victoria, en Australie à 237 km au nord de Melbourne.
Son nom est d'origine aborigène.
Son économie repose sur une conserverie et la production de lait.